# Rivière Iktotat
Der Rivière Iktotat ist ein ca. 89 km langer Zufluss der Hudson Bay in der Verwaltungsregion Nord-du-Québec der kanadischen Provinz Québec.

## Flusslauf
Der Rivière Iktotat hat seinen Ursprung in einem 274 m hoch gelegenen namenlosen See, 100 km ostnordöstlich von Akulivik. Der Rivière Iktotat fließt in überwiegend südwestlicher Richtung durch die Tundra-Landschaft des Kanadischen Schildes. In dem vom Rivière Iktotat durchflossenen Gebiet streichen zahlreiche niedrige Höhenkämme in SW-NO-Richtung. Das schlauchförmige Einzugsgebiet des Rivière Iktotat wird von den beiden annähernd parallel fließenden Nachbarflüssen Rivière Chukotat im Norden und Rivière Korak im Süden eingeschlossen. Der Rivière Iktotat erreicht schließlich an der Ostküste der Hudson Bay eine trichterförmige Bucht, die der Mosquito Bay zugerechnet wird.